# Antoni Cardell Noguera
Antoni Cardell Noguera (Llucmajor, Mallorca, 1921 - 1984) fou un autor i director teatral mallorquí d'àmbit local.
Cardell es formà de forma autodidacta i escriví comèdies i obres líriques en català i en castellà. Entre les obres líriques cal destacar La Duquesa Miria, la qual partitura és de Mateu Monserrat Puig, Ha vengut un inspector i Sols Juanita m'has de dir. Entre les comèdies la més important és Així és el futbol.